# Einar Liberg
Einar Liberg (Elverum, 16 oktober 1873 - Oslo, 30 augustus 1947) was een Noors schutter.

## Carrière
Liberg won op de Olympische Zomerspelen zeven medailles waaronder vier gouden medailles in teamonderdelen. In 1908 werd Liberg met Noorse team olympisch kampioen op het onderdeel vrij geweer 300m 3 posities team en in 1920 op het onderdelen lopend hert enkelschot team en lopend hert dubbelschot team. De titel op het onderdeel lopend hert enkelschot team verdedigde de Noorse ploeg met succes vier jaar later.
In 1929 won Liberg met het Noorse team twee wereldtitels

### Olympische Zomerspelen
| Jaar | Plaats    | Resultaten |
| ---- | --------- | --- |
| 1908 | Londen    | vrij geweer 300m 3 posities team · 12e vrij geweer 300m 3 posities · 6e militair geweer 200, 500, 600, 800, 900 en 1000 m team                                            |
| 1912 | Stockholm | vrij geweer 300m 3 posities team · 15e vrij geweer 300m 3 posities |
| 1920 | Antwerpen | lopend hert enkelschot team mannen · lopend hert dubbelschot team mannen · lopend hert dubbelschot mannen                                                                 |
| 1924 | Parijs    | lopend hert enkelschot team mannen · lopend hert dubbelschot team mannen · 5e lopend hert dubbelschot mannen · 7e lopend hert enkelschot mannen · 8e snelvuurpistool 25 m |

### Wereldkampioenschappen
| Jaar | Plaats    | Resultaten                                                   |
| ---- | --------- | ------------------------------------------------------------ |
| 1929 | Stockholm | Lopend hert, enkelschot team · Lopend hert, dubbelschot team |